# Campus (Band)
Campus war eine deutsche Band aus München. Sie sang auf Englisch.

## Geschichte
Die Band ging 2002 aus der Zusammenarbeit von Martin Glück und Andreas „Andy“ Barsekow für einige Songs hervor. Als nächster stieß Michael „Mika“ Riegger als Schlagzeuger dazu, um die Band zu vervollständigen. Schließlich wurden Dominik „Domi“ Profanter und Sebastian „Basti“ Seefried rekrutiert, die vorher zusammen mit Martin in einer anderen Band gespielt hatten. Hauptsongschreiber sind Martin, Basti und Domi.
Nach Auftritten für Freunde und beim Münchner Kulturfestival Tollwood wurden sie für ihren vierten Auftritt im Münchner Club Atomic Café verpflichtet. Marc Liebscher, Manager der Sportfreunde Stiller und DJ im Atomic Café, hatte von Campus gehört. Die Band produzierte zusammen mit Andys Bruder 2002 in dessen Studio eine EP, die sie im Selbstverlag vertrieben und die noch immer auf Konzerten zu kaufen ist. Das Lied American Song wurde häufig bei kleineren Radiosendern gespielt, unter anderem auch Collegesendern in den USA. Mit stetig anwachsendem Liedmaterial gaben Campus mehrere Auftritte in und um München, und erspielten sich ein loyales Publikum.
Wieder mit Ingo Barsekow zusammen nahmen Campus ihr Debütalbum Popular Music auf, das 2004 beim Münchner Indie-Label Redwinetunes erschienen ist. Mit diesem Album gingen sie im Herbst 2004 auf ausgedehnte Deutschland-Tour und gaben anschließend sechs Konzerte im Vorprogramm der Sportfreunde Stiller in Deutschland und Österreich. In der Festivalsaison 2005 waren sie unter anderem auf dem Taubertal Openair vertreten, parallel lief die Produktion des zweiten Albums.
2007 löste sich die Band auf. 2008 gründete Songwriter und Gitarrist Martin Glück zusammen mit Jakob Pschibl (Schlagzeuger der Band Finca) und Arne Hörmann (Gesang) die Band Kintopp.

## Stil
Campus pflegten einen britisch angehauchten Indie-Pop, der sich später etwas rockiger entwickelte. Sie zeichneten sich unter anderem dadurch aus, dass sie ihre alten Lieder oft verändern und live neu präsentieren.

## Diskografie
- 2003: Waitin’ for Next Summer (EP)
- 2004: Popular Music (Album)
- 2004: Waiting for Next Summer (Single)
- 2006: A New Beginning (EP)